# Islam en Guinée équatoriale

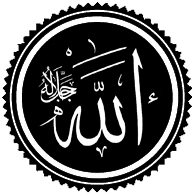
calligraphie en arabe qui se lu « Allahu jalla jalaluhu. »

Les musulmans sont une petite minorité en Guinée équatoriale, où ils représentent 0,5 % de la population. 